# Приазовское газовое месторождение
Приазо́вское га́зовое месторожде́ние (укр. Приазовське газове родовище) — газовое месторождение в Запорожской области (Украина). Относится к Причерноморско-Крымской нефтегазоносной области. Ближайший населённый пункт — Мелитополь, 25 км.

## Характеристика
Приурочено к юго-западному Приазовскому выступу Украинского кристаллического щита. Обнаружено в начале 19 в. Поисково-разведывательные работы велись в 1926—1936, 1944—1948, 1981—1986 гг. Всего сделано 110 скважин. Промышленная газоносность связана с неогеновым слоем чёрных глин с прослойками и линзами серых алевролитов, песков и песчаников. Залежи литологически ограничены и приурочены к двум глиничто-песчаным горизонтам близ кровли и подошвы нижнесарматских образований. Минимальная глубина залегания горизонтов — 88 и 114 м. Высота газовых залежей — 50-64 м. Строение пачек тонкослоистое. Коллекторы представлены линзами и прослойки песков, слабосцементированных песчаников и алеврлитов. Разработка залежей велась в 1936—1962 гг. Начальный запас газа из добываемой категории А+В+С1 — 2260 млн м³ газа.